# 上海科技馆站
上海科技馆站，原名杨高南路站，位于中华人民共和国上海市浦东新区世纪大道东端、世纪广场地下，是上海地铁2号线的地铁车站。该站往浦东1号2号航站楼方向有两条站后存车线，主要用于晚高峰备车和部分车辆折返。

## 车站结构

### 楼层分布
| 地面层   | 出入口             | 1-8出入口                              |  |  |
| 地下一层 | 站厅               | 票务服务、自动售票机、人工服务台       |  |  |
| 地下二层 |                    | █ 2号线 往国家会展中心（世纪大道）     |  |  |
|          | 岛式站台，左侧开门 |                                        |  |  |
|          |                    | █ 2号线 往浦东1号2号航站楼（世纪公园） |  |  |

## 车站出口
上海科技馆站共有8个出入口，各出入口如下所示：
| 出口编号            | 出口指示                                     | 照片 |
| ------------------- | -------------------------------------------- | ---- |
| 1 · 出口            | 丁香路，世纪大道，东方艺术中心               |      |
| 2 · 出口            | 丁香路，世纪大道，东方艺术中心               |      |
| 3 · 出口            | 迎春路，世纪大道，上海图书馆东馆             |      |
| 4 · 出口            | 锦绣路，合欢路，世纪大道，世纪公园1号门      |      |
| 5 · 出口            | 锦绣路，合欢路，世纪大道，世纪公园1号门      |      |
| 6 · 出口            | 锦绣路，世纪大道                             |      |
| 7 · 出口            | 丁香路，世纪大道，上海科技馆，上海博物馆东馆 |      |
| 8 · 出口 · （设有） | 丁香路，世纪大道，上海科技馆，上海博物馆东馆 |      |
| 图例： 设有         |                                              |      |

## 使用情況
上海科技馆站座落于花木行政文化中心区域内，周围有上海科技馆、世纪公园、上海东方艺术中心和大量浦东新区政府部门大楼，但人流量不大，以休闲观光客和周边办公楼的工作人员为主。
在上海科技馆落成之前，上海科技馆站曾因其位置而被称为杨高南路站，2002年12月改为现名，原站名后来被2009年开通的7号线杨高南路站所用。
由于本站的1、2、6、7号口通往世纪广场，该广场常有游客进行滑板以及轮滑活动，因此本站自2022年起上述出入口特别贴有相关告示以提醒游客不应在台阶上使用滑板，以确保乘客出行安全。

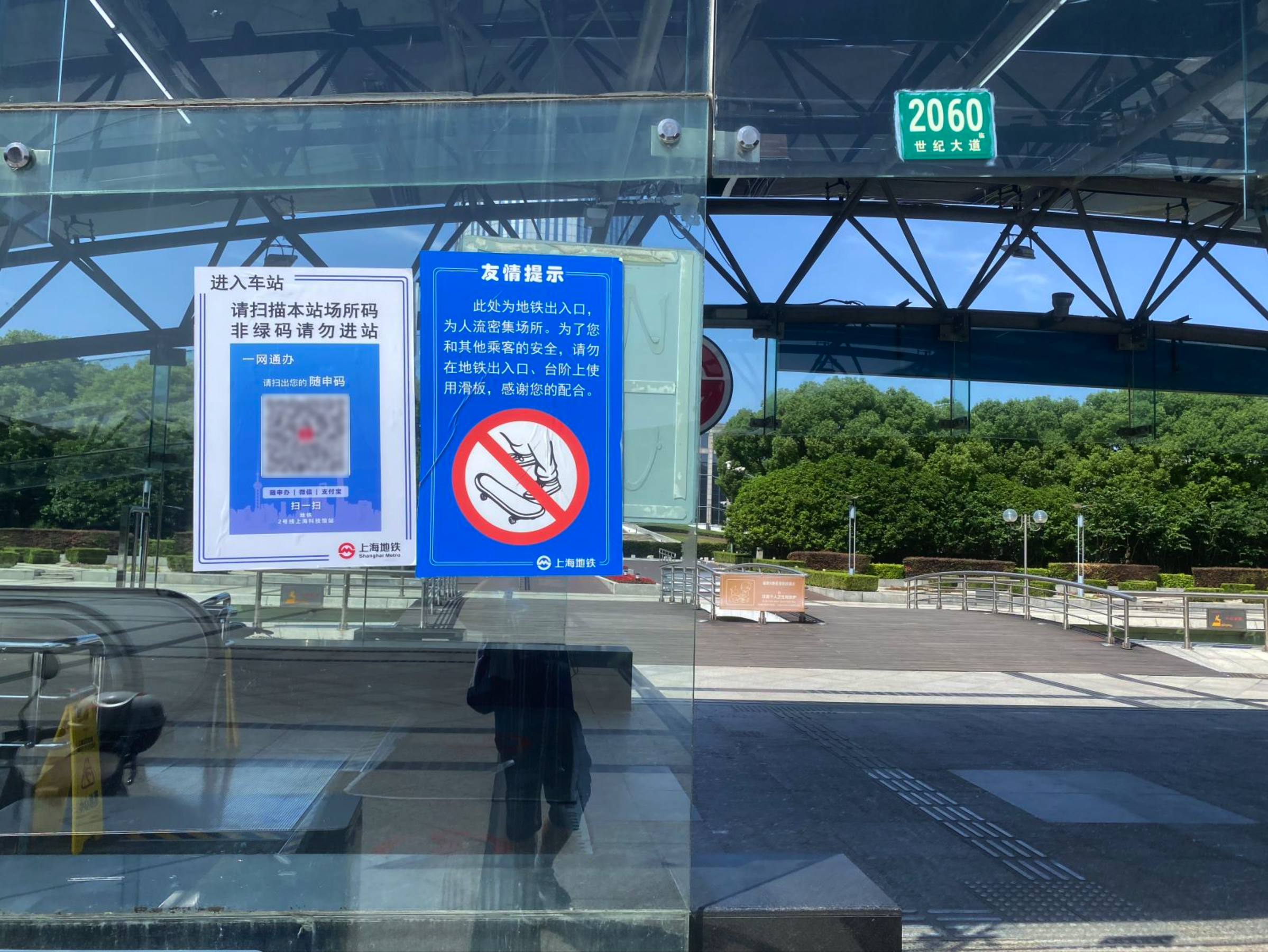
出入口处贴有请勿在台阶上使用滑板的告示（2022年）

## 公交换乘
184、640、794、815、983、987、隧道三线、东周线、申崇二线、申崇四线